# Florön

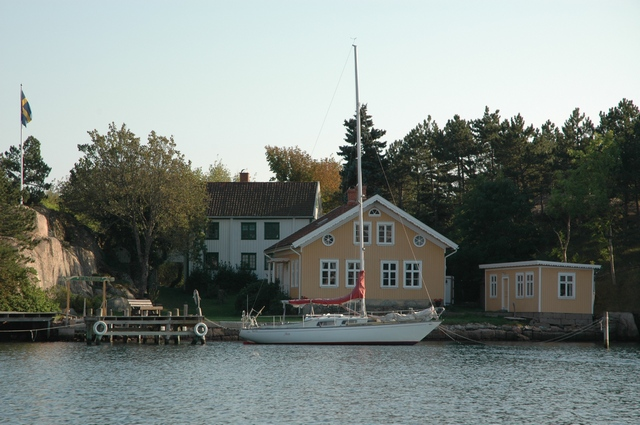
Bostadshus och magasin med bryggan i förgrunden - foto från 2006.

Florön, regionalt Florö, är en ö i Tanums kommuns södra skärgård, Bohuslän, Västra Götalands län. Ön ligger drygt tre kilometer västsydväst om Fjällbacka och drygt 350 meter söder om Dyngön.

## Historik
Florön ligger intill den under tidigare århundraden kraftig trafikerade yttre segelleden längs bohuskusten. Nattetid och vid dåligt väder behövdes en bra hamn. Stränderna vid de skyddade vattnen vid Dyngö, Fläskö, Hästvom och Florö erbjöd detta. 
Jaktuppsyningsmannen Johan Petter Zimmerman flyttade 1831 en byggnad från Göteborg till den då obebyggda ön, och snart – troligen 1837 – inrymdes en krog i byggnaden. Senare övertogs rörelsen av kofferdiskepparen Benjamin Johansson och dennes hustru Abela Johansson. Rörelsen växte efterhand. Krogen blev ”skjutsställe” där de svårmanövrerade ångbåtarna som gick längs kusten kunde lämna och hämta passagerare som skulle vidare till eller kom från Fjällbacka och Grebbestad. När sedan sillen gick till kunde det ibland ligga tjugotals ångare utanför Florö och vänta på sillast. År 1884 övertogs rörelsen av sonen Petter August Johansson, som vid sidan av krogen även drev rederi och sillsalteri när sillen går till. 1888 avvecklades krogrörelsen då Petter August Johannson inte fick förnyat utskänkningstillstånd då myndigheterna hade alltför många anmärkningar mot hur krogrörelsen drevs. Ön kom att ägas under 1900-talets början av teaterdirektören Oscar Wennersten. På 1930-talet kom överläkaren Nils Silfverskiöld att förvärva ön och den är fortfarande i familjen Silfverskiölds ägo.
Bostadshus och magasin är byggnadsminnen. Florö har inte haft fast befolkning sedan 1920-talet. Nobelpristagaren i kemi The Svedberg, vän till familjen Silfersköld, sammanställde 1943 en skrift över öns rika flora: Förteckning över på Florön vidvuxna kärlkryptogamer och fanerogamer. Skriften förtecknar mer än 250 arter. Fjällbacka skärgårds post- och passagerarbåt, som ingår i Västtrafiks linjenät, trafikerar ön sommartid.
Sommaren 2013 utkom boken Florö – en pärla i Fjällbackaskärgården av Rolf Danielsson och Annika Wihl.

## Etymologi
Flar är ett fornvästnordiskt ord för stor, plan yta. I norsk dialekt finns ordet som flå. År 1825 skrevs önamnet Flårö. 